# Heurodes porculus
Heurodes porculus là một loài nhện trong họ Araneidae.
Loài này thuộc chi Heurodes. Heurodes porculus được Eugène Simon miêu tả năm 1877.